# Interventismo

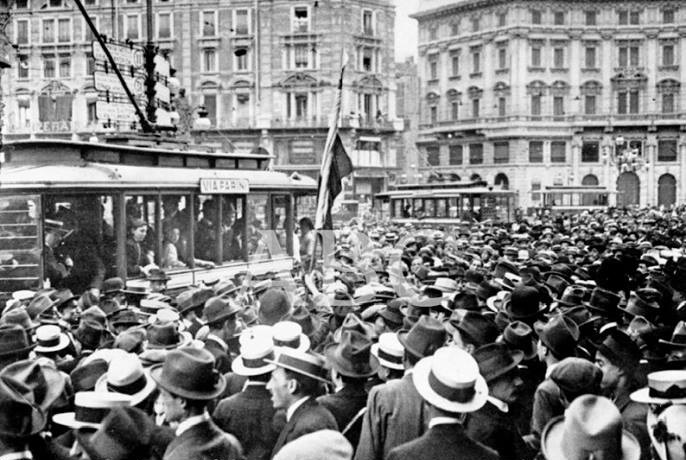
Manifestazione interventista in piazza Cordusio a Milano (1915)

Con il termine interventismo si intende, le posizioni assunte da alcune correnti politiche e di pensiero favorevoli all'intervento nella prima guerra mondiale.

## Storia

### Lo scoppio del conflitto
Nel 1914, all'inizio della prima guerra mondiale, l'Italia era legata alle potenze della Triplice alleanza, Germania e Austria-Ungheria, ma il patto di natura difensiva non prevedeva la necessità di un intervento al fianco dei due alleati. Del resto, il governo di Vienna non aveva neanche consultato quello di Roma in vista dell'ultimatum alla Serbia. L'Italia, in una prima fase, optò dunque per la neutralità, anche considerando la propria scarsa preparazione militare e presumendo che gli alleati, in caso di vittoria, non avrebbero offerto importanti contropartite per l'intervento di uno stato di minore importanza militare e politica. In Italia erano inoltre forti i sentimenti irredentisti nei confronti dei territori del Trentino (non ancora alto Adige) e della Venezia Giulia ancora sotto il dominio asburgico. A questi si aggiungevano diffusi sentimenti di simpatia per la Triplice intesa ed un patto segreto con la Francia, che di fatto invalidava gli accordi con gli Imperi centrali.

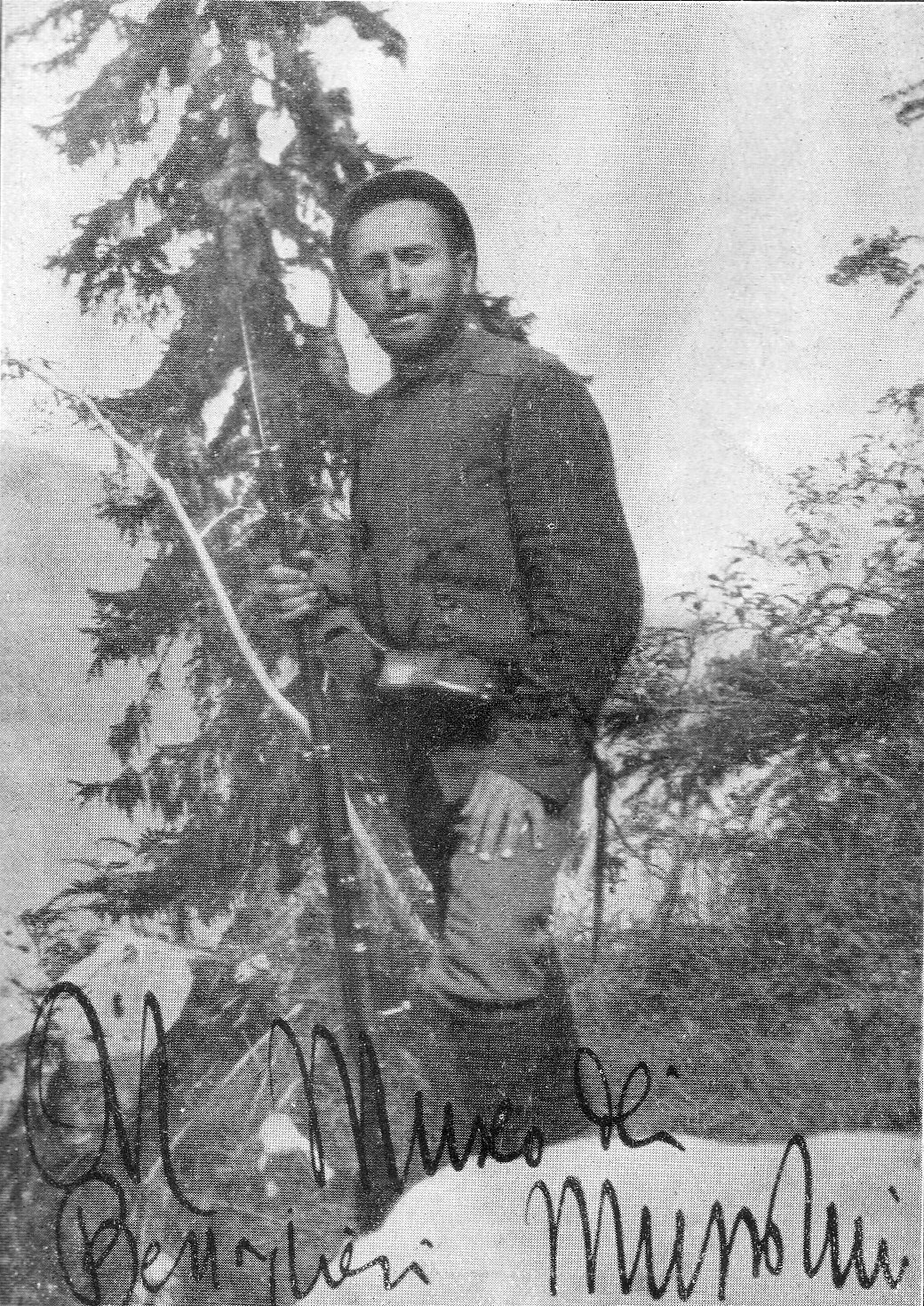
Benito Mussolini in divisa da bersagliere

Filippo Corridoni (a sinistra), noto interventista insieme a Benito Mussolini (a destra) durante una manifestazione interventista della primavera 1915 a Milano

L'inizialmente più ristretto fronte interventista aveva però una linea di comunicazione più decisa, basata sul diffuso sentimento anti-austriaco e sull'idea che l'egemonia della Germania in Europa avrebbe frustrato le aspirazioni nazionali italiane. Ne facevano parte forze politiche di natura profondamente diversa: oltre al punto di forza dello schieramento, i nazionalisti (organizzati nell'Associazione Nazionalista Italiana di Enrico Corradini, Luigi Federzoni, Alfredo Rocco, Arturo Rocco, Francesco Coppola; che, in un primo tempo, considerarono anche l'ipotesi di intervenire in funzione antifrancese, per ottenere Nizza, la Corsica e la Tunisia), vi era una componente neo-risorgimentale e irredentista (che aveva importanti riferimenti nel generale Vittorio Italico Zupelli, irredento giuliano, veterano della Guerra italo-turca e Vicecapo di Stato Maggiore dell'Esercito, nonché Ministro della Guerra nel Governo Salandra; in Cesare Battisti, irredento trentino e già parlamentare socialista a Vienna e a Innsbruck; nonché negli esponenti Luigi Ziliotto, Antonio Grossich, Roberto Ghiglianovich e altri, rimasti nella Venezia Giulia e in Dalmazia) che vedeva la Grande Guerra come una quarta guerra di indipendenza italiana, necessario punto di arrivo delle lotte di riscatto nazionale; e una componente più democratica, che invece pensava alla guerra come un'opportunità per consolidare l'unità nazionale, intervenendo sulla frattura fra Stato e classi sociali medio-basse (derivato dal processo di unificazione nazionale); ma anche sfumature liberal-nazionali rappresentate da Antonio Salandra, Sidney Sonnino e dai Gruppi Nazionali Liberali.

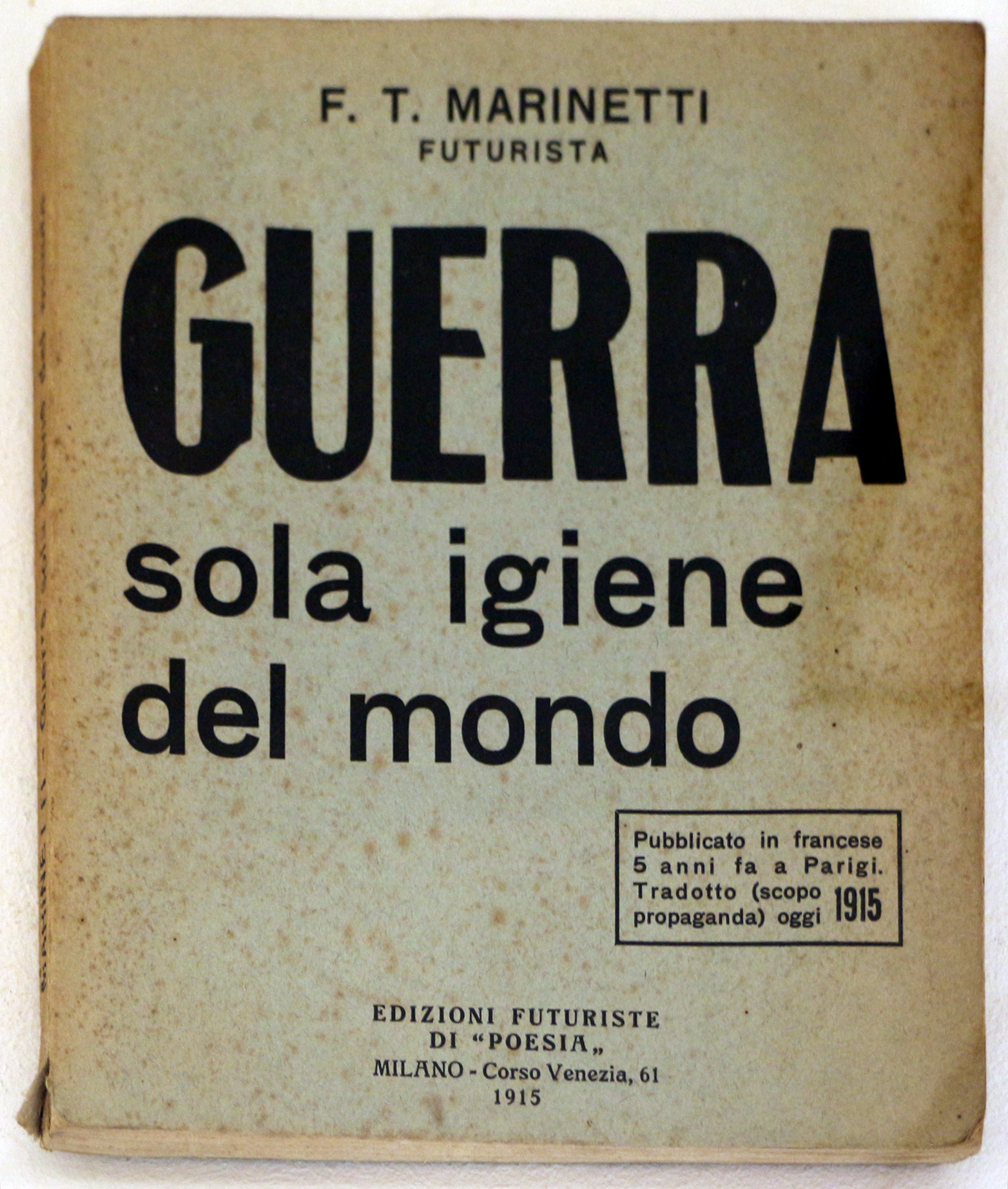
Filippo Tommaso Marinetti, Guerra sola igiene del mondo

Vi era inoltre il fronte dell'interventismo di sinistra, costituito dal sindacalismo rivoluzionario, nato dalle espulsioni operate all'interno dell'Unione Sindacale Italiana (USI) e guidato da Filippo Corridoni, Alceste de Ambris e Arturo Labriola (questi ultimi speravano che la guerra avrebbe portato al crollo dei regimi borghesi); da Benito Mussolini, espulso appositamente dal partito socialista e dalla direzione dell'Avanti!, con il suo nuovo Popolo d'Italia; e dai futuristi, capeggiati da Filippo Tommaso Marinetti ed Umberto Boccioni (che si arruoleranno volontari), e fedeli al loro manifesto in cui la guerra era definita "sola igiene del mondo":
(Filippo Tommaso Marinetti, Il manifesto del Futurismo, Le Figaro, 20 febbraio 1909)
A questo schieramento composito si aggiunse in un secondo tempo il fronte degli interventisti democratici, da Leonida Bissolati a Gaetano Salvemini, dai repubblicani al Corriere della Sera diretto da Luigi Albertini.
Inoltre un altro interventista è stato Gabriele D'Annunzio, poeta appartenente alla corrente letteraria del Decadentismo, così come furono attivi non soltanto nella propaganda interventista ma anche nella partecipazione come volontari di guerra Giovanni Papini (che fu però riformato per i gravi problemi alla vista), Giuseppe Prezzolini, Ardengo Soffici.

### L'intervento in guerra
Nel 1915 il fronte interventista aveva assunto posizioni molto meno marginali nel Paese: i vertici del governo, convinti allora che l'intervento militare avrebbe potuto riportare l'Italia allo slancio patriottico e all'unità nazionale, ma soprattutto che si sarebbero allentate così le tensioni sociali che avevano avuto uno sfogo nella settimana rossa, valutarono con consistenza la possibilità di schierarsi con l'Intesa.
Dopo aver trattato sia con gli altri associati della Triplice Alleanza (riscontrando l'indisponibilità austro-ungarica alla cessione delle terre irredente della Venezia Giulia e del Trentino), sia con la Triplice intesa (pronta, invece, a impegnarsi per la restituzione quasi integrale all'Italia delle regioni ancora soggette al dominio austro-ungarico), il 26 aprile 1915 il governo Salandra si decise a firmare il Patto di Londra, che in cambio di un'entrata in guerra entro un mese accordava all'Italia in caso di vittoria il Trentino, l'Alto Adige fino al Brennero, la quasi totalità della Venezia Giulia (escluse Fiume e le isole orientali del golfo quarnarino), la Dalmazia settentrionale, diverse isole dell'Adriatico, l'arcipelago del Dodecaneso, la base di Valona in Albania e il bacino carbonifero di Adalia in Turchia.
L'opposizione insorse, chiedendo le dimissioni del governo Salandra, ma fu di fatto sconfessata dalla casa regnante che affidò nuovamente l'incarico di governo allo stesso Salandra, approvando così il Patto di Londra e l'intervento militare. L'interventismo così scelse la via della piazza, mentre il fronte neutralista arretrava ed il Parlamento si trovò di fronte ad una guerra già dichiarata nei fatti.
La definitiva vittoria dell'interventismo sì consumò il 20 maggio 1915: la Camera dei Deputati, a larga maggioranza (407 sì, 74 no e 1 astenuto), attribuì al Governo i poteri straordinari richiesti da Salandra, seguita il giorno dopo dal Senato del Regno, dove l'approvazione fu quasi unanime (262 sì e 2 no).